# Bartley Green
Bartley Green är en ort i Storbritannien.   Den ligger i distriktet Birmingham i West Midlands i riksdelen England, i den södra delen av landet, 160 km nordväst om huvudstaden London. Bartley Green ligger 189 meter över havet och antalet invånare är 25 473.
Terrängen runt Bartley Green är platt. Runt Bartley Green är det tätbefolkat, med 397 invånare per kvadratkilometer. Närmaste större samhälle är Birmingham, 8,3 km nordost om Bartley Green. Omgivningarna runt Bartley Green är en mosaik av jordbruksmark och naturlig växtlighet.